# Caso anglo-noruego de pesquerías
El Caso de las Pesquerías Reino Unido contra Noruega fue un litigio internacional que se inició el 28 de septiembre de 1949 y que sentó un importante precedente de derecho internacional público en cuanto a la definición de la costumbre internacional.

## Antecedentes
Debido a reclamaciones del rey de Dinamarca y Noruega, a comienzos del siglo XVII, los pescadores británicos se abstuvieron, durante un largo período (desde 1616 hasta 1906) de pescar en las aguas que rodean las costas noruegas. En 1906, y desde entonces, algunos pesqueros británicos hicieron aparición en las costas de Finnmark oriental, produciendo una serie de incidentes, siendo apresados varios buques británicos y multados.
El 12 de julio de 1935, se dictó en Noruega un Real Decreto delimitando la zona de pesca de ese país al norte del paralelo 66° 28,8`de latitud norte. Ello provocó presentaciones diplomáticas británicas, que determinaron al Gobierno noruego a declarar que sus guardacostas tratarían con moderación a los buques extranjeros que pescaran dentro del límite fijado por el decreto de 1935, hasta que se llegara a algún acuerdo sobre el problema.
En 1948, no habiéndose alcanzado ninguna solución, el Gobierno noruego cesó de atemperar la aplicación del decreto de 1935, multiplicándose entonces los incidentes, y apresándose varios pesqueros británicos. En tales circunstancias, el Gobierno británico se presentó a la Corte Internacional de Justicia, introduciendo este asunto.
CUESTIONES PRINCIPALES
1) Si el método utilizado para delimitar la zona de pesca noruega por el Real Decreto de 1935 es conforme al derecho internacional.
2) Si las líneas prescriptas por el Real Decreto de 1935 como líneas de base a los fines de la delimitación de la zona de pesca, han sido o no trazadas conforme a las reglas aplicables de derecho internacional.
Para la solución de la controversia ambos Estados acordaron acudir a la Corte Internacional de Justicia.

## Decisión
El Reino Unido no discutía la anchura del mar territorial de Noruega sino la aplicación del sistema de “líneas de base” rectas para la delimitación de la zona de pesca. Noruega podría justificar el carácter territorial o interior de estas aguas por haber ejercido en ellas jurisdicción durante un largo período, sin haber encontrado oposición por parte de otros Estados, y ello aunque esas bahías tengan más de 10 millas marinas de anchura en su desembocadura. Además la Corte señaló que la regla de las 10 millas no ha adquirido la autoridad de una regla general de DI, por lo que la Corte Internacional de Justicia, en la sentencia el 18 de diciembre de 1951, falló a favor del Gobierno noruego estimando que, al fijar por el decreto de 1935 las líneas de base para la delimitación de la zona de pesca, no violó el Derecho Internacional.